# 이주헌 (교수)
이주헌(1954년 10월 19일 ~ )은 대한민국의 대학 교수, 경영정보학 박사이다. 제7대 정보통신정책연구원 원장과 제1대 한국정보기술원가표준원 원장, 제14대 경영정보학회 회장을 지냈다.

## 경력
전라남도 목포시 출신이며, 미국으로 유학하여 헤티스버그고등학교와 서던미시시피대학교 전자계산학과를 졸업했고, 버지니아폴리테크닉주립대학교에서 산업공학 석사 학위 취득, 일리노이공과대학에서 경영정보학 박사 학위를 받았다. 1986년에 한국외국어대학교 경영정보대학원 교수로 부임하여 재직했고, 2002년 제1대 한국정보기술원가표준원 원장으로 취임하였다. 이후 2003년 제7대 정보통신정책연구원 원장을, 2006년 제14대 한국경영정보학회 회장을 지냈고, 한국외국어대학교로 돌아와 현재글로벌경영대학에서 경영정보학을 가르치고 있다.